# Сангаев, Эренжен Агильджанович

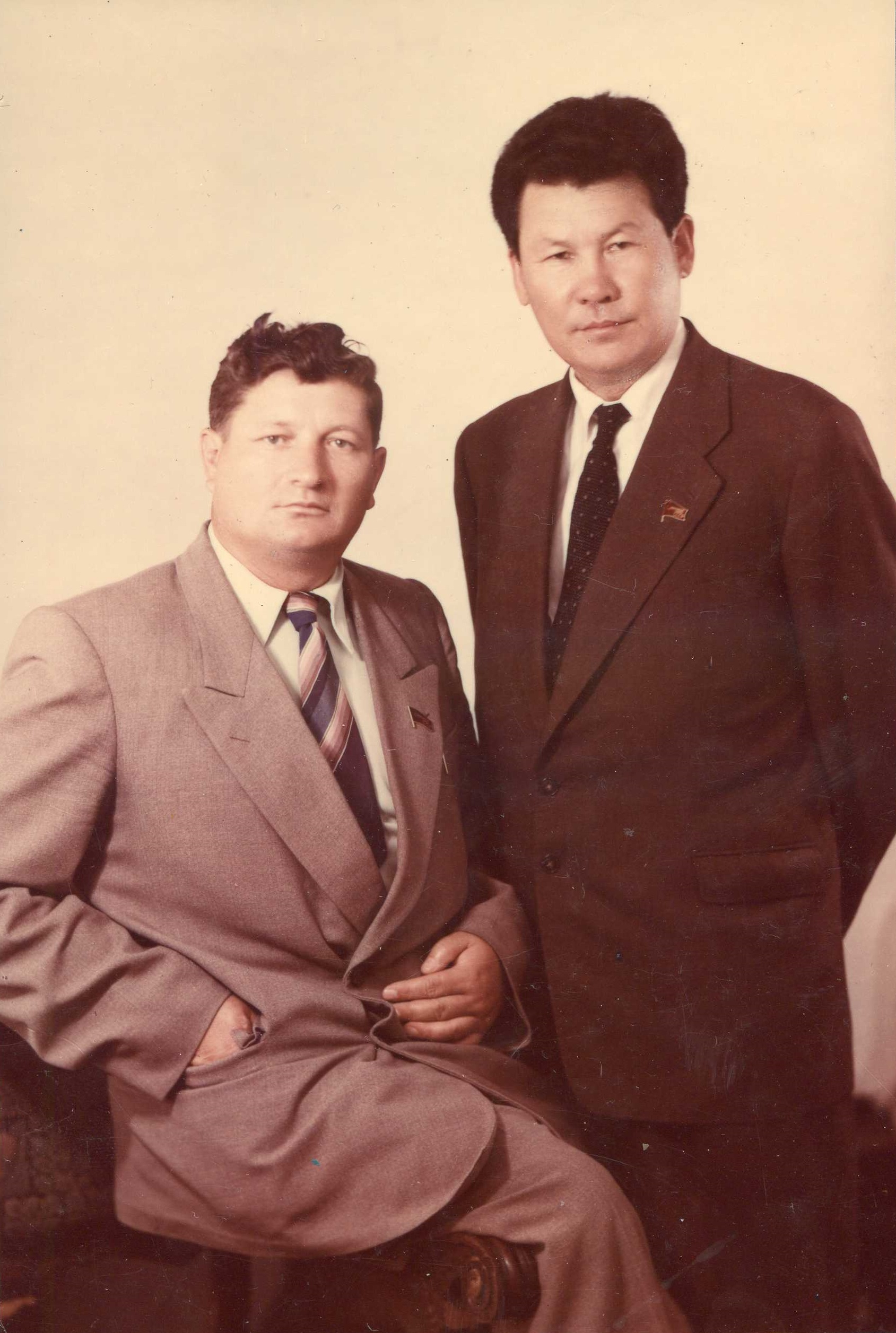
1958 год. Руководство Калмыцкой АО Ставропольского края: Н.И. Жезлов, Э.А. Сангаев

Сангаев Эренжен Агильджанович (10.01.1910 - 12.03.1980) - советский государственный и политический деятель. Один из руководителей строительства военной железной дороги Кизляр-Астрахань (сентябрь 1941 — август 1942). Руководитель процесса возвращения калмыков из ссылки и восстановления Калмыцкой АССР (1956-1962).

## Биография
Родился 10 января 1910 года на астраханских рыбных промыслах, из потомственных рыбаков-солельщиков. Калмык. Родом из села Калмыцкий Базар Калмыцкой Степи Астраханской губернии, ныне территория г. Астрахань.
Член ВКП(б) с 1931 года. По первой профессии - технолог рыбного производства.
В 1928 году избран председателем заводского комитета  рыбозавода «Забурунный».
С 1930 - Председатель Приморского райпрофсовета КАССР, член Правления треста «Рыбакколхозсоюз» и редактор двуязычной газеты "Красный рыбак".
1936 — 1-й секретарь Лаганского улусного комитета ВЛКСМ. В 1937 в разгар сталинских репрессий в отношении комсомольского и партийного актива республики снят с должности с формулировкой "заступничество за троцкиста".
1938 - 1941 — журналист, заведующий отделом информации, заместитель главного редактора газеты «Ленинский путь». Январь 1941 — заведующий сектором с/х кадров Калмыцкого обкома ВКП(б).
С сентября 1941 года в связи с началом строительства железной дороги Кизляр-Астрахань в прифронтовой зоне назначен 1-м секретарем Уланхольского улусного комитета ВКП(б). Отвечал за самый протяженный Улан-Хольский участок дороги с узловой станцией Улан-Холл, по окончании его строительства, отвечал за Долбанский участок дороги. Является одним из авторов и исполнителей сложного для военного времени логистического решения, позволившего построить дорогу на несколько месяцев раньше планируемого срока. Дорога была пущена с началом Сталинградской битвы и явилась одним из факторов ее успешного исхода. В ситуации, когда путь на Ростов был перекрыт немцами, она была единственным и кратчайшим способом доставки горючего из Баку и Грозного. Кроме того, по железной дороге Кизляр-Астрахань шла союзническая помощь через Иран и Ирак.
С февраля 1943 — секретарь Калмыцкого обкома ВКП(б).
28 декабря 1943 с семьей депортирован в Красноярский край. В годы депортации калмыков работал шахтером, журналистом, директором дома отдыха "Карасук". С указом от 1948, ухудшающим положение спецпереселенцев, работал счетоводом, кладовщиком, рабочим пилорамы и т.п. После смерти Сталина и послабления режима в 1954 году назначен директором убыточного Ярцевского рыбозавода, который за короткий срок стал одним из лучших рыбных предприятий Красноярского края. Кроме своей традиционной продукции завод начал выпускать новую - с использованием знаменитых астраханских технологий рыбного посола - нельмовая икра, тугун в бочонках, нельмовый балык, которые пользовались большим спросом далеко за пределами края.  

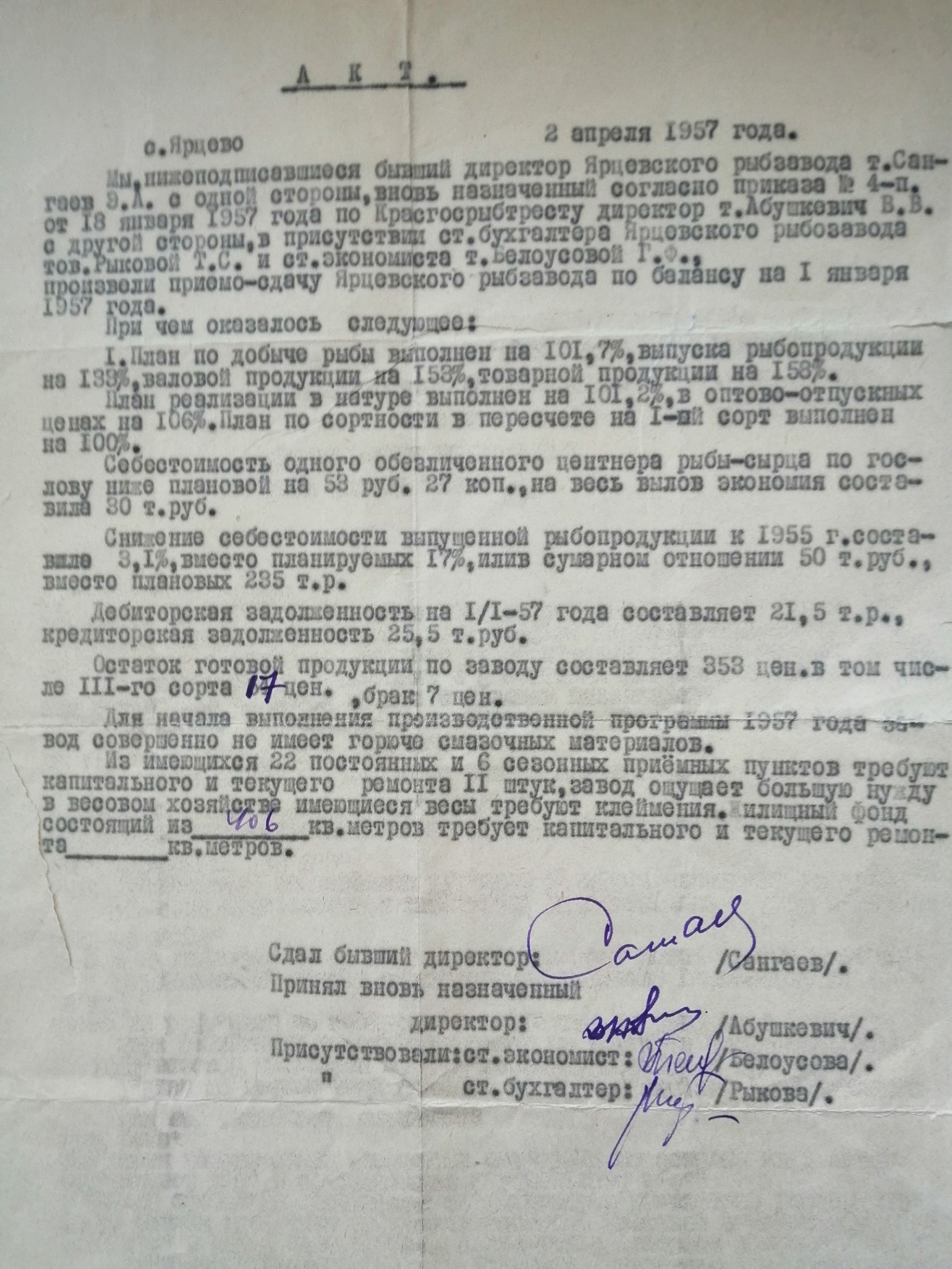
1957 год. Акт передачи Ярцевского рыбного завода. Бывший директор Э.А. Сангаев передает завод новому директору.

С первых дней восстановления Калмыцкой автономии - с декабря 1956 года секретарь Калмыцкого оргбюро ОК КПСС. Затем глава исполнительной власти - председатель исполкома Калмыцкого облсовета Ставропольского края, (первый секретарь Калмыцкого обкома Ставропольского края - Н.И. Жезлов )
С декабря 1958 года после преобразования Калмыцкой автономной области Ставропольского края в Калмыцкую АССР - Председатель Совета министров Калмыцкой АССР.
С 1962 года Председатель Президиума Верховного Совета Калмыцкой АССР.
Избирался депутатом Верховного Совета СССР 5-го созыва, Верховного Совета РСФСР 6-го, 7-го, 8-го созывов.
Умер 12 марта 1980 года в Элисте.

## Награды
- Орден Ленина
- 2 Ордена Трудового Красного Знамени
- 2 Ордена «Знак Почёта»
- Медаль «За трудовую доблесть»
- 4 медали